# 디에고 포소
디에고 라울 포소(스페인어: Diego Raúl Pozo, 1978년 2월 16일, 멘도사 주 멘도사 ~)는 아르헨티나의 전 축구 골키퍼이자 현 축구 감독으로 힘나시아 멘도사를 지도하고 있다.

## 선수 경력

### 클럽
포소는 1995년에 고향 멘도사를 연고로 하는 고도이 크루스에서 현역 생활을 시작했다. 그는 우라칸, 타예레스, 인스티투토를 거쳐 2008년에 콜론에 입단했다.

### 국가대표팀
2009년 5월 20일, 포소는 3-1로 이긴 파나마와의 친선경기에서 아르헨티나 국가대표팀 신고식을 치렀다. 아르헨티나의 선수단은 당시 아르헨티나 프리메라 디비시온에서 뛰는 선수들을 중심으로 편성되었다. 그는 가나와 아이티와의 친선경기 외에도 카탈루냐와의 비공식 경기에도 출전했다. 포소는 앞서 명시한 비공식 친선전에서 부진한 활약을 보였다. 그에도 불구하고, 그는 2010년 월드컵에서 아르헨티나 국가대표팀의 3번째 골키퍼로 명명되었다.

## 감독 경력
포소는 2019-20 시즌을 앞두고 힘나시아 멘도사 감독으로 취임했다.